# 元昭太后
元昭太后王氏（？—313年），后赵开国皇帝石勒的母亲，丈夫是石周曷朱。
她曾经和侄孙石虎一起流浪。313年，被刘聪封为上党国太夫人，不久去世。石勒建立后赵之后，追谥父亲石周曷朱为世宗元皇帝，母亲王氏为元昭太后。